# Чоудхури, Мухаммад Али
Мухаммад Али Чоудхури (урду چوہدری محمد علی‎), 15 июля 1905, Джаландхар, Пенджаб, Британская Индия — 2 декабря 1980, Карачи, Пакистан) — пакистанский государственный деятель, премьер-министр Пакистана (1955—1956).

## Биография
Принадлежал к землевладельческому племени арейнов. Префикс Чоудхури, добавленный перед его именем, представляет статус владения землей его семьи.
В 1925 году окончил Университет Пенджаба с присвоениям степени бакалавра в области химии, а 1927 году — степень магистра того же университета. До 1928 года читал лекции в Исламском колледже.
В 1928 году поступил на государственную службу в британскую колониальную администрацию. Сначала работая бухгалтером в Службе аудита и учета, затем — в службе аудита штата Бахавалпур. В 1936 году был переведён на должность личного секретаря министра финансов Британской Индии Джеймса Григга, а в 1945 году — первым индийским финансовым советником (financial adviser). В 1946—1947 годах являлся одним из двух секретарей Совета по разграничению (Partition Council) под председательством лорда Маунтбэттена. На этом посту выступил в качестве одного из разработчиков документа под названием «Административные последствия раздела».
После раздела Британской Индии сделал выбор в пользу Пакистана. В 1947—1948 годах — заместитель министра финансов, в 1948—1951 годах — генеральный секретарь правительства Пакистана. На этом посту активно способствовал созданию гражданской бюрократии и подготовке первого федерального бюджета страны. В 1951—1954 годах — министр финансов и экономики.
В 1955—1956 годах — премьер-министр и министр обороны Пакистана. Основной акцент делал на разработке конституции Пакистана и поддержал «формулу Богры», несмотря на её критику частью правящей элиты. Именно во время его полномочий 23 марта 1956 года был обнародован первый свод Конституции Пакистана, где национальное государство было объявлено Исламской Республикой с парламентской формой правления. В 1955 году был избран президентом «Мусульманской лиги». Однако после проведённых им кадровых перестановок в правительстве, в результате которых ряд руководящих постов были переданы Республиканской партии и «Авами лиг», по инициативе «Мусульманской лиги» его правительству парламентским большинством был вынесен вотум недоверия. Несмотря на поддержку со стороны Республиканской партии и президента Искандера Мирзы, он был вынужден подать в отставку.
После отставки Али перешёл в корпоративный сектор и работал экономистом в Национальном банке. В 1957—1959 годах — посол сначала в США, а затем в Японии. До 1956 года состоял в правящей партии «Мусульманская лига». В 1962 году стал одним из лидеров правой партии «Низам-и-ислам». Подвергался преследованиям со стороны «Мусульманской лиги».
В 1967 году он опубликовал свои мемуары.
Его сын, Халид Анвер, стал известным адвокатом и экспертом по конституционным вопросам, занимал должность министра юстиции в правительстве Наваза Шарифа, а его младший сын — доктор Амджад Ахсан Али стал известным врачом.

## Сочинения
- Ali Chaudri Mohamad. The emergence of Pakistan. — New York, 1967.